# Étienne Briand
Étienne Briand (22 de febrero de 1993) es un deportista canadiense que compite en judo. Ganó tres medallas en el Campeonato Panamericano de Judo entre los años 2017 y 2022.

## Palmarés internacional
| Campeonato Panamericano | Campeonato Panamericano   | Campeonato Panamericano | Campeonato Panamericano |
| Año                     | Lugar                     | Medalla                 | Categoría               |
| ----------------------- | ------------------------- | ----------------------- | ----------------------- |
| 2017                    | Ciudad de Panamá (Panamá) | Medalla de bronce       | –81 kg                  |
| 2019                    | Lima (Perú)               | Medalla de plata        | –81 kg                  |
| 2022                    | Lima (Perú)               | Medalla de bronce       | –81 kg                  |